# Comté de Russell (Alabama)
Pour les articles homonymes, voir Comté de Russell.
Le comté de Russell est un comté des États-Unis, situé dans l'État de l'Alabama.

## Démographie
| 1840   | 1850   | 1860   | 1870   | 1880   | 1890   | 1900   | 1910   |
| ------ | ------ | ------ | ------ | ------ | ------ | ------ | ------ |
| 13 513 | 19 548 | 26 592 | 21 636 | 24 837 | 24 093 | 27 083 | 25 937 |

| 1920   | 1930   | 1940   | 1950   | 1960   | 1970   | 1980   | 1990   |
| ------ | ------ | ------ | ------ | ------ | ------ | ------ | ------ |
| 27 448 | 27 377 | 35 775 | 40 364 | 46 351 | 45 394 | 47 356 | 46 860 |

| 2000   | 2010   | - | - | - | - | - | - |
| ------ | ------ | - | - | - | - | - | - |
| 49 756 | 52 947 | - | - | - | - | - | - |